# Çömlekçiler, Eskipazar
Gömlekçiler là một xã thuộc huyện Eskipazar, tỉnh Karabük, Thổ Nhĩ Kỳ. Dân số thời điểm năm 2010 là 81 người.